# Chant d'Oiseau
Cet article concerne le quartier des communes belges de Woluwe-Saint-Pierre et Auderghem. Pour les sons vocalisés des oiseaux, voir vocalisation des oiseaux.
Pour les articles homonymes, voir Vogelenzang.
Le Chant d'Oiseau ou quartier du Chant d'Oiseau (en néerlandais : Vogelzang, Vogelenzang ou Vogelzangwijk) est un quartier des communes belges de Woluwe-Saint-Pierre et Auderghem dans la Région de Bruxelles-Capitale. Le quartier est situé au sud-ouest de la commune de Woluwe-Saint-Pierre et au nord d'Auderghem, l'avenue du Chant d'Oiseau traverse le quartier. 
Au nord du Chant d'Oiseau se trouve le quartier Centre de Woluwe-Saint-Pierre (nl) et à l'est le parc de Woluwe et le quartier du parc Luxor . 
Dans le quartier se trouve l'église de Notre-Dame de la Grâce avec le complexe monastique associé et à l'extrême sud-ouest se trouve l'église Saint-Julien.   

## Histoire
Le quartier se trouve sur un lieu-dit, que l'on a appelle depuis des siècles Den vogelen sanc (Chant d'Oiseaux). Il est mentionné de la sorte sur la carte de Van Werden de 1659, dans l'œuvre Regiae Domus Belgicae d'Antoine Sandérus (1586-1664).
L'avenue précédemment dénommée « rue de l'Atlas » elle prend sa dénomination actuelle en 1841.

## Limite
Le quartier est délimité en grandes lignes par :
- le parc de Woluwe à l'est,
- le Kouter, le Valduc et l'avenue Lebon au sud,
- la drève de Nivelles à l'ouest,
- la rue et vallée du Bémel au nord.

## Rues
La plupart des rues du quartier à Woluwe-Saint-Pierre ont reçu des noms d'oiseaux, tels : les cormorans, les goélands, l'aigle, les albatros, les merles, les traquets, les pinsons, les loriots, les chardonnerets, les bouvreuils, les alouettes, les passereaux, les bergeronnette, les gorges bleues, les paradisiers, les mouettes, les tourterelles, les éperviers.
C'est aussi le cas sur Auderghem : les canaris, les linottes, les argus, les citrinelles, les martinets, les mésanges, les paons, les bécassines.    

## Église du Chant d'Oiseau
Le phare du quartier est l'église Notre-Dame de Grâces (communément appelée église du Chant d'Oiseau) qui trône au sommet de l'Avenue de l'Atlantique. 
Les Franciscains sont arrivés dans le quartier en 1934, animant la vie sociale du quartier. L'église Notre-Dame des Grâces, de style néo-roman, ne fut consacrée qu'après le couvent, en 1949. Dans les années septante, la nonciature (ambassade du Saint-Siège) cherchait à déménager de son bâtiment avenue de Tervuren.  Les Franciscains lui vendirent une parcelle de terrain sur laquelle fut construite l'actuelle nonciature du Benelux.  Ce terrain était occupé par des mouvements de jeunesse (scouts et guides) dans des baraquements.  La commune de Woluwe Saint-Pierre construisit pour eux un bâtiment avenue du Chant d'Oiseau sur une parcelle de terrain de l'école paroissiale.
Elle est surtout fameuse pour son grand orgue, conçu par Jean Guillou et construit par le facteur allemand Detlef Kleuker; le buffet est dû à Jean Marol. L'orgue comprend environ 4000 tuyaux répartis en 45 jeux sur 4 claviers de 61 notes et un pédalier de 32 notes. La traction est entièrement mécanique pour les notes et électrique pour les tirages de jeux et les accouplements. Le combinateur électronique fut installé en 1995 par le hollandais Van den Heuvel. Il fut achevé fin 1981.